# ИТЛ № 11
Строи́тельно-эксплуатацио́нное управление № 11 и исправительно-трудовой ла́герь (ИТЛ № 11) — подразделение, действовавшее в системе исправительно-трудовых учреждений СССР.
Также известен как Алданский исправительно-трудовой лагерь № 11.

## История
ИТЛ № 11 организован 3 мая 1948 года. Управление ИТЛ № 11 располагалось первоначально в посёлке Алдан и позднее в посёлке Чульман, Якутская АССР. В оперативном командовании он подчинялся первоначально Специальному главному управлению Главспеццветмет (СГУ) МВД СССР,в дальнейшем был переподчинён Главному управлению военного снабжения (ГУВС), позднее перешёл в состав Главного управления лагерей промышленного строительства (ГУЛПС) и в дальнейшем вошёл в подчинение 6-го специального отдела МВД СССР.
Максимальное единовременное количество заключённых достигало 4600 человек.
ИТЛ № 11 закрыт в 1951 или 1952 году.

## Производство
Основным видом производственной деятельности заключённых была добыча радиоактивных ископаемых, строительство и геологоразведка.